# Carnival Fantasy
Die Carnival Fantasy (bis 2007 nur Fantasy) war ein 1990 in Dienst gestelltes Kreuzfahrtschiff, das zuletzt von Carnival Cruise Line eingesetzt wurde. Sie war das Typschiff der aus acht Einheiten bestehenden Fantasy-Klasse.

## Geschichte
Die Carnival Fantasy wurde als Fantasy bei Masa-Yards in Helsinki gebaut und am 1. März 1989 vom Stapel gelassen. Taufpatin war Tellervo Koivisto, Ehefrau des damaligen Präsidenten von Finnland Mauno Koivisto. Im März 1990 wurde das Schiff in Dienst gestellt. Die Fantasy war das erste von insgesamt acht baugleichen Einheiten der Fantasy-Klasse, die bis 1998 in Dienst gestellt wurden.
In den ersten Dienstjahren stand die Fantasy von Miami aus für Kreuzfahrten in die Karibik im Einsatz. 1993 wurde das Schiff als eines der ersten großen Kreuzfahrtschiffe nach Port Canaveral verlegt.
Im Herbst 2006 wurde die Fantasy nur wenige Monate nach Hurrikan Katrina nach New Orleans verlegt, von wo aus es für Kreuzfahrten nach Mexiko im Einsatz war.
2007 wurde das Schiff in Carnival Fantasy umbenannt und 2008 modernisiert und umgebaut. Im September 2009 verlegte die Carnival Cruise Line die Carnival Fantasy nach Mobile, um dort die ausgemusterte Holiday zu ersetzen.
2016 wurde die Carnival Fantasy als ältestes Schiff der Carnival Cruise Line erneut modernisiert und mit neuen Restaurants und Attraktionen versehen.
Im Zuge der COVID-19-Pandemie verkaufte Carnival Corporation das 30 Jahre alte Schiff, sowie das Schwesterschiff Carnival Inspiration im Juli 2020 an die türkischen Unternehmen Ege Çelik und Şimşekler zur Verschrottung in Aliağa (Türkei). Am 28. Juli 2020 traf die Carnival Fantasy auf Reede vor Aliağa und wurde am folgenden Tag zum Abbruch auf den Strand gesetzt. Die Carnival Fantasy wurde von der EU-zertifizierten Şimşekler-Abwrackwerft erworben.
Die Carnival Fantasy war zuletzt das älteste Schiff in der Flotte von Carnival Cruises.

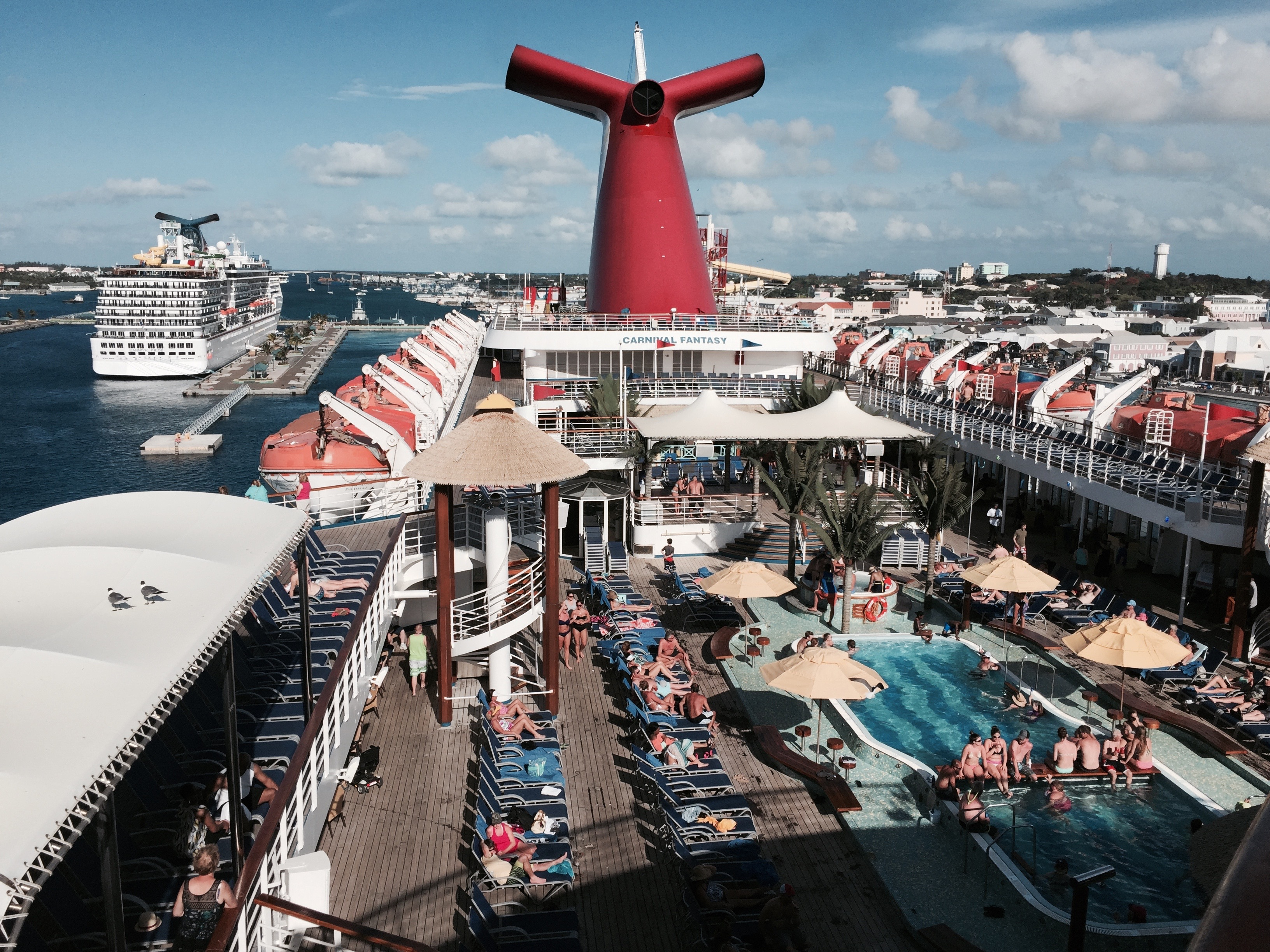
Das Pooldeck der Carnival Fantasy, Mai 2015
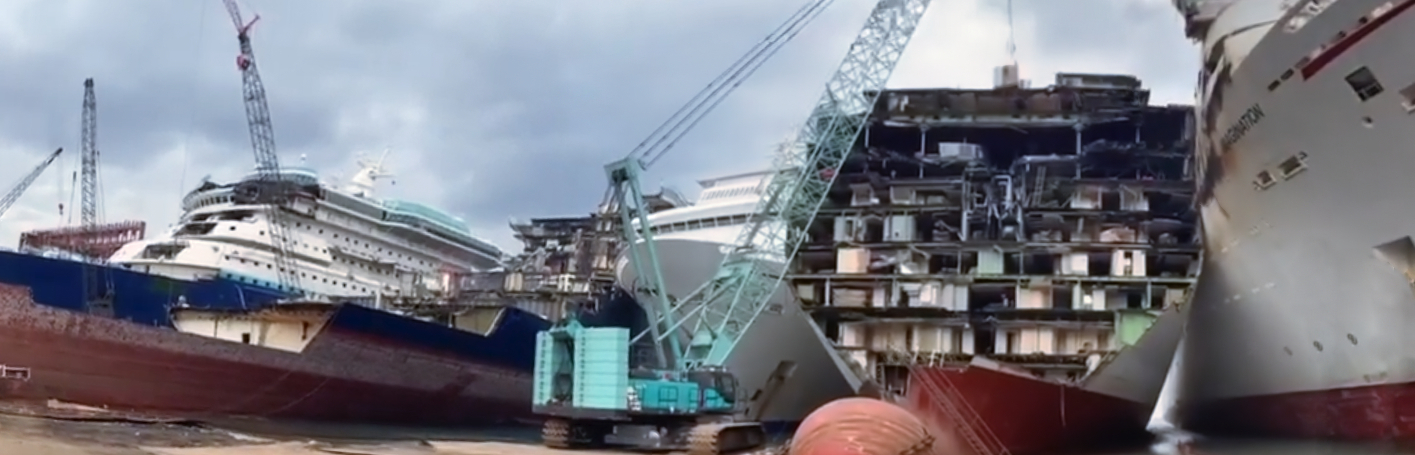
Die Carnival Fantasy bei der Verschrottung (zweites Schiff von rechts)

## Sonstiges
Eines der Restaurants an Bord der ebenfalls zur Fantasy-Klasse gehörenden Carnival Sensation ist nach der Carnival Fantasy benannt. Ein Modell des Schiffes steht im Eingangsbereich des Restaurants.